# Martin Wincent

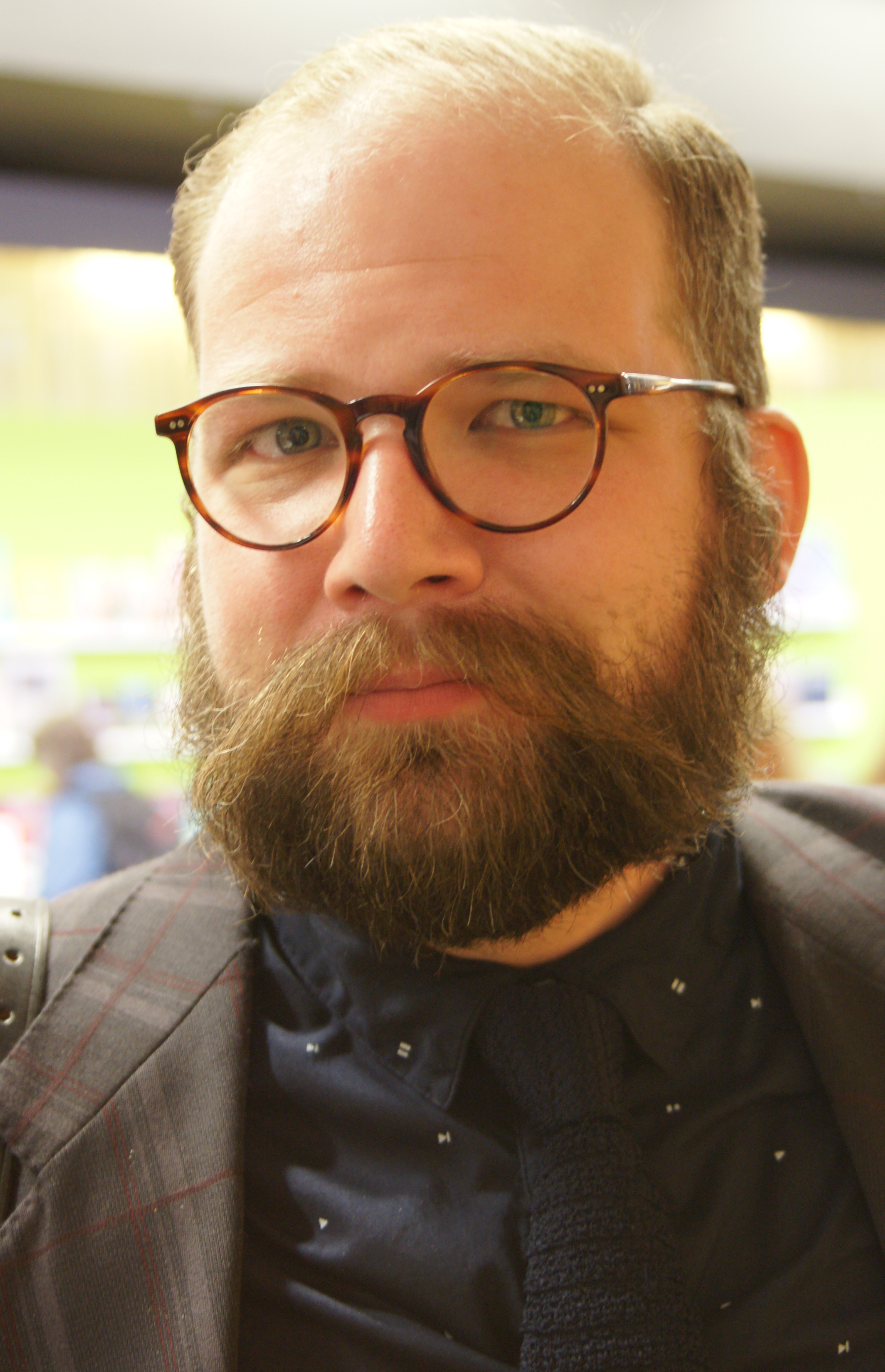
Martin Wincent, 2016.

Martin Wincent, född 16 juli 1980, är en svensk skådespelare och manusförfattare. 
Han har bland annat medverkat i Kvarteret Skatan där han både skrev manus till första säsongen och spelade Jesper, en förvirrad yngling som trodde sig vara dåvarande statsminister Göran Persson. Han har imiterat Göran Persson ett flertal gånger för Sveriges Radio och Sveriges Television.
Han driver företaget Pantzar Produktion tillsammans med producenten Fredrik Herodes. Under tre år jobbade de med lågbudgetproduktionen "Race Against Evil", en äventyrsmatiné som utspelar sig i 1930-talets Centraleuropa. Filmen visades första gången för publik i mars 2005.
Wincent medverkade som en av Beethovengubbarna, ett sällskap som träffades regelbundet hemma hos August Strindberg för att lyssna på Beethoven, i konsertfilmen ”Strindberg och Beethovengubbarna” producerad för Sveriges Television som visades på SVT2 den 2 juni 2018.
Han arbetade som processledare vid Stockholms universitetsbibliotek mellan 2015 och 2019. Han är bror till operasångerskan Thérèse Wincent.